# Призраки этого не делают
Призраки этого не делают (англ. Ghosts Can't Do It) — американский романтический криминальный фэнтези-комедия 1989 года, написанный и снятый Джоном Дереком, с Бо Дерек и Энтони Куинном в главных ролях.
В фильме впервые появляется президент США Дональд Трамп в роли самого себя. Он получил премию «Золотая малина» как худший актёр второго плана. Трамп вместе с Лео Дамианом также был номинирован в категории «Худшая новая звезда», но оба не получили.

## Сюжет
Скотт и Кейт счастливы в браке, несмотря на 30-летнюю разницу в возрасте. После того, как Скотт заболел сердечным приступом и не может вступать в половую связь, он совершает самоубийство и становится призраком, которого может видеть только Кейт. Чтобы Скотт мог вернуться в образе человека, они придумывают план утопить молодого человека, чтобы Скотт мог забрать его тело.

## В ролях
| Актёр         | Роль               |
| ------------- | ------------------ |
| Бо Дерек      | Кейт Скотт         |
| Энтони Куинн  | Скотт              |
| Лео Дамиан    | Фаусто             |
| Джули Ньюмар  | Ангел              |
| Дон Мюррей    | Уинстон            |
| Микки Кнокс   | Человек-таблетка   |
| Дональд Трамп | в роли самого себя |

## Награды и номинации
| Награда                  | Категория                         | Номинант      | Результат |
| ------------------------ | --------------------------------- | ------------- | --------- |
| Stinkers Bad Movie Award | Худший фильм                      | Бо Дерек      | Номинация |
| Золотая малина           | Худший фильм                      | Бо Дерек      | Победа    |
| Золотая малина           | Худшая женская роль               | Бо Дерек      | Победа    |
| Золотая малина           | Худшая режиссура                  | Джон Дерек    | Победа    |
| Золотая малина           | Худший сценарий                   | Джон Дерек    | Номинация |
| Золотая малина           | Худшая женская роль второго плана | Джули Ньюмар  | Номинация |
| Золотая малина           | Худшая мужская роль второго плана | Дональд Трамп | Победа    |
| Золотая малина           | Худшая новая звезда               | Дональд Трамп | Номинация |
| Золотая малина           | Худшая новая звезда               | Лео Дамиан    | Номинация |

## Критика
Фильм получил негативные отзывы. Фильм раскритиковали за бессмысленные диалоги и манеры Трампа.